# Pibiones

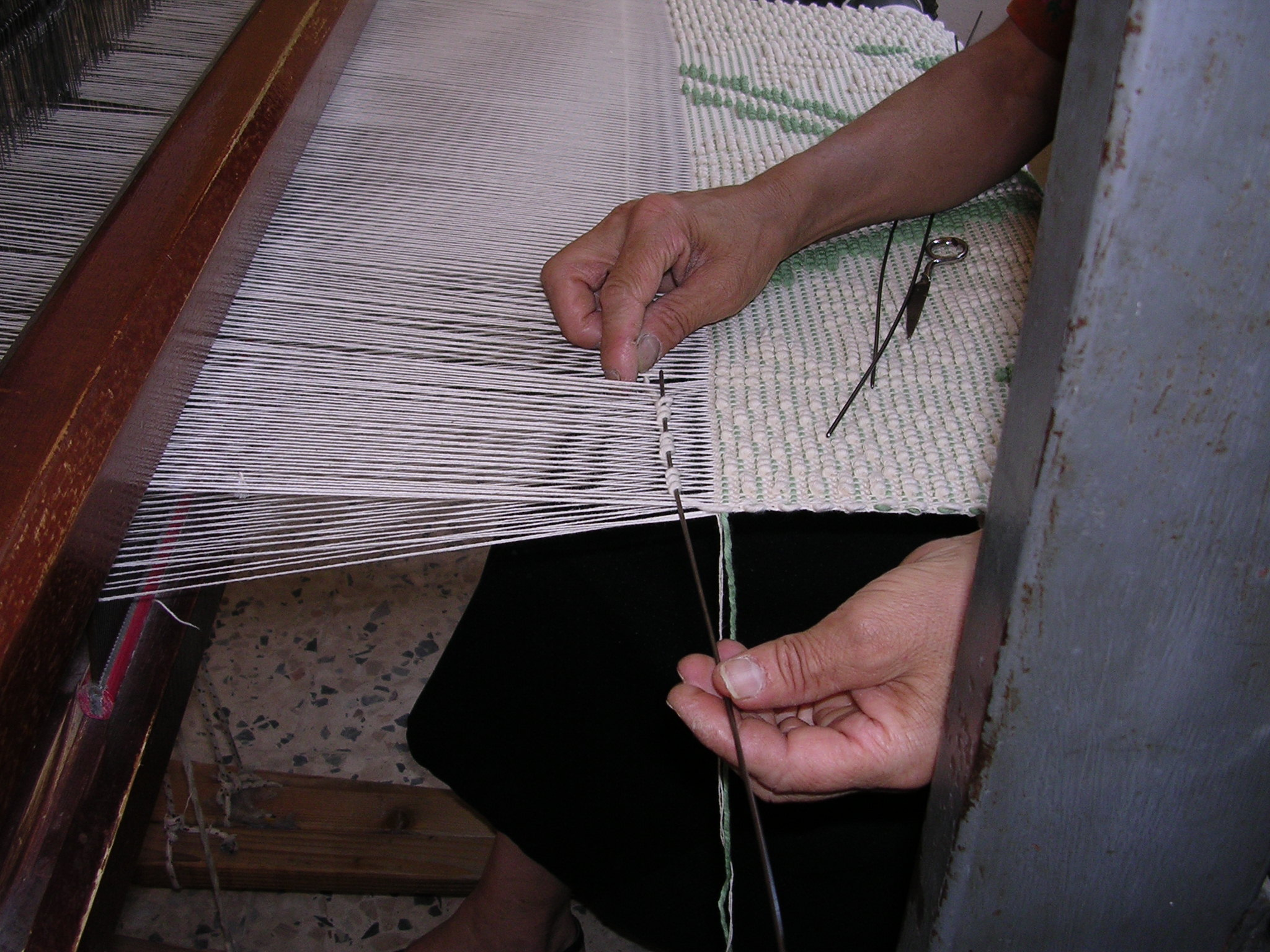
Tessitura del pibiones nel paese di Ulassai, Sardegna

Pibiones è una tecnica tradizionale di tessitura a grani tipica della Sardegna. La parola pibiones in Sardo significa acini d'uva, è il nome dato ai piccoli anelli di filato (pippiolini) che sporgono dalla superficie del tessuto formando un disegno.

## Tecnica
Il pibiones è un tessuto abbastanza pesante e compatto ad armatura tela, dove il disegno, il vero e proprio pibones, è creato da un filo di trama supplementare, di dimensione maggiore di quelli che costituiscono la tela di fondo. Questo filo supplementare, detto tramone, dopo essere stato fatto entrare nel passo viene alzato con le dita, facendolo passare tra due fili d'ordito vicini viene fatto girare attorno ad una sottile bacchetta metallica, detta agu, formando un anellino. Alzàti tutti gli anelli della riga il tramone viene bloccato con la battitura di qualche riga della trama di fondo e successivamente la bacchetta sfilata. La dimensione dell'anellino è determinata dal diametro della bacchetta che è posata sopra i fili dell'ordito. Alzando il filo a formare gli anelli solo in corrispondenza dei punti stabiliti dallo schema, tradizionalmente disegnato su un foglio quadrettato, si crea il disegno, che può essere geometrico o riportare animali, fiori o personaggi fortemente stilizzati.

## Uso
Anticamente il pibones tessuto a mano era destinato ai copriletti di pregio, detti "fànugas", che comparivano solo nei corredi più ricchi, oggi trova applicazione in molti oggetti di arredamento come cuscini, tovaglie, tappeti, tende. Esistono tuttora abilissime tessitrici che in numerosi centri della Sardegna continuano la tradizione di questi oggetti eseguiti al telaio a mano. Tale lavorazione può essere anche imitata e quindi riprodotta da telai meccanici e Jacquard. Non mancano gli innovatori, che, utilizzando i tradizionali telai e mantenendo invariata la tecnica, producono tappeti con disegni moderni. Realizzato tradizionalmente in lana in bianco o écru si trova oggi in molti colori. Il diverso colore del fondo rispetto ai pibiones contribuisce ad evidenziare il disegno, anche con materiali come cotone, tecnofibre e lino.
Il centro dove si trova il maggior numero di imprese artigiane, per la produzione di tessuti sardi a pibiones è Samugheo.